# Polemó (geògraf)
Polemó, en llatí Polemon, en grec antic Πολέμων, fill d'Evegetes, fou un filòsof i geògraf grec, ciutadà atenenc, però que hauria nascut en un altre lloc (s'esmenten Ílion, Samos i Sició). Com a filòsof era del grup dels estoics i se li va donar el malnom de ὁ περιηγήτης. Era contemporani d'Aristòfanes de Bizanci en el temps de Ptolemeu V Epífanes al començament del segle II aC. Fou deixeble de Paneci de Rodes.
Va viatjar extensivament per Grècia i va recol·lectar materials per la seva obra geogràfica o periègesi i com que va dedicar molta atenció a les inscripcions que hi havia a les ofrenes votives i a les columnes fou anomenat Στηλοκόπας.
Com a col·leccionista d'aquestes inscripcions que va recollir en un llibre titulat Περὶ τω̂ν κατὰ πόλεις ἐπιγραμμάτων, es pot considerar un dels epigramatistes anteriors a la recopilació de l'Antologia grega, i se suposa que va formar la part essencial de la Garlanda de Meleagre. Ateneu de Naucratis i altres escriptors fan menció de molts d'aquests epigrames i d'altres obres seves, que són principalment descripcions de diferents zones de Grècia.